# Belo Vale
Belo Vale este un oraș în unitatea federativă Minas Gerais (MG), Brazilia.